# 玉木襄
玉木 襄（たまき のぼる、1934年（昭和9年）2月22日 - ）は、日本の政治活動家。山口県熊毛郡田布施町出身。早稲田大学卒業。元日本青年団協議会副会長、元新自由クラブ山口県連代表、元進歩党幹事長。

## 経歴
父親が特定郵便局長を務める家に生まれる。
山口県立熊毛南高等学校卒業、早稲田大学政治経済学部卒業。河野洋平前衆議院議長は大学時代の同級生で、玉木が新自由クラブに入党する最大のきっかけになる。在学中は卓球部マネジャー、日本学生卓球連盟幹事長を務めた。
農業を営みながら、熊毛郡連合青年団長、山口県連合青年団長、日本青年団協議会副会長と青年団活動一筋に上り詰めた。あすの山口を創る県民会議を結成し、山口県少年の船、山口県海外少年の船、山口県青少年1万人キャンプ大会などの青少年活動は現在も続けている。

## 選挙活動
すべて落選している。
| 選挙                         | 政党             | 得票   | 惜敗率 | 順位 | 当選者                                                                                 |
| ---------------------------- | ---------------- | ------ | ------ | ---- | -------------------------------------------------------------------------------------- |
| 山口県議選熊毛郡区（1971年） | 無所属           |        |        | 3/3  | 吹田愰（自現）、吉永茂（自現）                                                         |
| 衆院選旧山口2区（1972年）    | 無所属           | 4,686  |        | 8/8  | 佐藤栄作（自前）、岸信介（自前）、小沢太郎（自前）、受田新吉（民前）、山田耻目（社前） |
| 衆院選旧山口2区（1976年）    | 新自由クラブ公認 | 23,045 |        | 8/10 | 岸信介（自現）、高村坂彦（自元）、受田新吉（民現）、山田耻目（社現）、宮井泰良（公元） |
| 衆院選旧山口2区（1979年）    | 新自由クラブ公認 | 9,204  |        | 8/8  | 佐藤信二（自新）、吹田愰（自新）、山田耻目（社前）、吉井光照（公新）、部谷孝之（民新） |
| 山口県知事選（1996年）       | 無所属           | 9,907  |        | 5/5  | 二井関成（無新）                                                                       |
| 田布施町長選（1998年）       | 無所属           | 1,321  | 25.2   | 3/4  | 寺田幹生（無新）                                                                       |

1971年（昭和46年）の山口県議会議員選挙、1979年の（昭和54年）の衆議院議員選挙、1996年（平成8年）の山口県知事選挙では玉木と同郷（山口県熊毛郡田布施町城南）の吹田愰も立候補し、因縁の対決を経験している。

## 政治活動
- 1976年（昭和51年） - 1986年（昭和61年） 新自由クラブ山口県連代表
- 1987年（昭和62年） - 1988年（昭和63年） 進歩党副代表
- 1988年（昭和63年） - 1989年（平成元年） 進歩党幹事長